# Psychotria valetonii
Psychotria valetonii är en måreväxtart som beskrevs av Bénédict Pierre Georges Hochreutiner. Psychotria valetonii ingår i släktet Psychotria och familjen måreväxter. Inga underarter finns listade i Catalogue of Life.